# Louis Wilkins
Louis Gary „Lou” Wilkins (ur. 10 grudnia 1882 w Bourbon w stanie Indiana, zm. 6 kwietnia 1950 w Seattle) – amerykański lekkoatleta specjalizujący się w skoku o tyczce, uczestnik letnich igrzysk olimpijskich w Saint Louis (1904), brązowy medalista olimpijski w skoku o tyczce.

## Sukcesy sportowe
- wicemistrz Stanów Zjednoczonych w skoku o tyczce – 1904[1]

| Rok  | Miasto      | Zawody               | Konkurencja   | Wynik         |
| ---- | ----------- | -------------------- | ------------- | ------------- |
| 1904 | Saint Louis | Igrzyska olimpijskie | skok o tyczce | brązowy medal |

## Rekordy życiowe
- skok o tyczce – 3,43 (1904)